# 莱茵河畔蒙海姆
莱茵河畔蒙海姆（德語：Monheim am Rhein，發音：[ˈmoːnhaɪm ʔam ˈʁaɪn, ˈmɔn-]）是德国北莱茵-威斯特法伦州杜塞尔多夫行政区梅特曼县的城市，面积23.05平方千米，2023年12月31日人口为43,524人。